# 69e Primetime Emmy Awards
De 69e Primetime Emmy Awards, waarbij prijzen werden uitgereikt in verschillende categorieën voor de beste televisieprogramma's die in primetime op de Amerikaanse zenders werden uitgezonden tussen 1 juni 2016 en 31 mei 2017, vond plaats op 17 september 2017 in het Microsoft Theater in Los Angeles. De plechtigheid werd gepresenteerd door Stephen Colbert.
De genomineerden werden bekendgemaakt op 13 juli door Shemar Moore en Anna Chlumsky.

## Winnaars en genomineerden
De winnaars staan bovenaan in vet lettertype. Vermeld zijn de categorieën die werden uitgereikt tijdens de televisie-uitzending.

### Programma's
| Komedieserie (Outstanding Comedy Series) | Dramaserie (Outstanding Drama Series) |
| --- | --- |
| - Veep - Atlanta - Black-ish - Master of None - Modern Family - Silicon Valley - Unbreakable Kimmy Schmidt                                                                                         | - The Handmaid's Tale - Better Call Saul - The Crown - House of Cards - Stranger Things - This Is Us - Westworld                                                                   |
| Miniserie (Outstanding Limited Series) | Televisiefilm (Outstanding Television Movie) |
| - Big Little Lies - Fargo - Feud: Bette and Joan - Genius - The Night Of | - Black Mirror: San Junipero - Dolly Parton's Christmas of Many Colors: Circle of Love - The Immortal Life of Henrietta Lacks - Sherlock: The Lying Detective - The Wizard of Lies |
| Variété talkshow (Outstanding Variety Talk Series) | Variété sketchshow (Outstanding Variety Sketch Series) |
| - Last Week Tonight with John Oliver - Full Frontal with Samantha Bee - Jimmy Kimmel Live! - The Late Late Show with James Corden - The Late Show with Stephen Colbert - Real Time with Bill Maher | - Saturday Night Live - Billy on the Street - Documentary Now! - Drunk History - Portlandia - Tracey Ullman's Show                                                                 |
| Reality competitie (Outstanding Reality-Competition Program) | |
| - The Voice - The Amazing Race - American Ninja Warrior - Project Runway - RuPaul's Drag Race - Top Chef                                                                                           | |

### Acteurs

#### Hoofdrollen
| Mannelijke hoofdrol in een komedieserie (Outstanding Lead Actor in a Comedy Series) | Vrouwelijke hoofdrol in een komedieserie (Outstanding Lead Actress in a Comedy Series) |
| --- | --- |
| - Donald Glover als Earn Marks – Atlanta - Anthony Anderson als Andre Johnson – Black-ish - Aziz Ansari als Dev – Master of None - Zach Galifianakis als Chip en Dale Baskets – Baskets - William H. Macy als Frank Gallagher – Shameless - Jeffrey Tambor als Maura Pfefferman – Transparent                                                               | - Julia Louis-Dreyfus als Selina Meyer – Veep - Pamela Adlon als Sam Fox – Better Things - Jane Fonda als Grace Hanson – Grace and Frankie - Allison Janney als Bonnie – Mom - Ellie Kemper als Kimmy Schmidt – Unbreakable Kimmy Schmidt - Tracee Ellis Ross als Rainbow Johnson – Black-ish - Lily Tomlin als Frankie Bergstein – Grace and Frankie |
| Mannelijke hoofdrol in een dramaserie (Outstanding Lead Actor in a Drama Series) | Vrouwelijke hoofdrol in een dramaserie (Outstanding Lead Actress in a Drama Series) |
| - Sterling K. Brown als Randall Pearson – This Is Us - Anthony Hopkins als Dr. Ford – Westworld - Bob Odenkirk als Jimmy McGill – Better Call Saul - Matthew Rhys als Philip Jennings – The Americans - Liev Schreiber als Ray Donovan – Ray Donovan - Kevin Spacey als Francis Underwood – House of Cards - Milo Ventimiglia als Jack Pearson – This Is Us | - Elisabeth Moss als Offred – The Handmaid's Tale - Viola Davis als Annalise Keating – How to Get Away with Murder - Claire Foy als Queen Elizabeth II – The Crown - Keri Russell als Elizabeth Jennings – The Americans - Evan Rachel Wood als Dolores – Westworld - Robin Wright als Claire Underwood – House of Cards                              |
| Mannelijke hoofdrol in een miniserie of televisiefilm (Outstanding Lead Actor in a Limited Series or Movie) | Vrouwelijke hoofdrol in een miniserie of televisiefilm (Outstanding Lead Actress in a Limited Series or Movie) |
| - Riz Ahmed als Nasir Khan – The Night Of - Benedict Cumberbatch als Sherlock Holmes – Sherlock: The Lying Detective - Robert De Niro als Bernie Madoff – The Wizard of Lies - Ewan McGregor als Ray en Emmit Stussy – Fargo - Geoffrey Rush als Albert Einstein – Genius - John Turturro als John Stone – The Night Of                                     | - Nicole Kidman als Celeste Wright – Big Little Lies - Carrie Coon als Gloria Burgle – Fargo - Felicity Huffman als Jeanette Hesby – American Crime - Jessica Lange als Joan Crawford – Feud: Bette and Joan - Susan Sarandon als Bette Davis – Feud: Bette and Joan - Reese Witherspoon als Madeline Mackenzie – Big Little Lies                     |

#### Bijrollen
| Mannelijke bijrol in een komedieserie (Outstanding Supporting Actor in a Comedy Series) | Vrouwelijke bijrol in een komedieserie (Outstanding Supporting Actress in a Comedy Series) |
| --- | --- |
| - Alec Baldwin als Donald Trump – Saturday Night Live - Louie Anderson als Christine Baskets – Baskets - Tituss Burgess als Titus Andromedon – Unbreakable Kimmy Schmidt - Ty Burrell als Phil Dunphy – Modern Family - Tony Hale als Gary Walsh – Veep - Matt Walsh als Mike McLintock – Veep                                                            | - Kate McKinnon als diverse personages – Saturday Night Live - Vanessa Bayer als diverse personages – Saturday Night Live - Anna Chlumsky als Amy Brookheimer – Veep - Kathryn Hahn als Raquel Fein – Transparent - Leslie Jones als diverse personages – Saturday Night Live - Judith Light als Shelly Pfefferman – Transparent |
| Mannelijke bijrol in een dramaserie (Outstanding Supporting Actor in a Drama Series) | Vrouwelijke bijrol in een dramaserie (Outstanding Supporting Actress in a Drama Series) |
| - John Lithgow als Winston Churchill – The Crown - Jonathan Banks als Mike Ehrmantraut – Better Call Saul - David Harbour als Jim Hopper – Stranger Things - Ron Cephas Jones als William Hill – This Is Us - Michael Kelly als Doug Stamper – House of Cards - Mandy Patinkin als Saul Berenson – Homeland - Jeffrey Wright als Bernard Lowe – Westworld | - Ann Dowd als Aunt Lydia – The Handmaid's Tale - Uzo Aduba als Suzanne Warren – Orange Is the New Black - Millie Bobby Brown als Eleven – Stranger Things - Chrissy Metz als Kate Pearson – This Is Us - Thandie Newton als Maeve – Westworld - Samira Wiley als Moira – The Handmaid's Tale                                    |
| Mannelijke bijrol in een miniserie of televisiefilm (Outstanding Supporting Actor in a Limited Series or Movie) | Vrouwelijke bijrol in een miniserie of televisiefilm (Outstanding Supporting Actress in a Limited Series or Movie) |
| - Alexander Skarsgård als Perry Wright – Big Little Lies - Bill Camp als Dennis Box – The Night Of - Alfred Molina als Robert Aldrich – Feud: Bette and Joan - David Thewlis als V.M. Varga – Fargo - Stanley Tucci als Jack L. Warner – Feud: Bette and Joan - Michael Kenneth Williams als Freddy Knight – The Night Of                                 | - Laura Dern als Renata Klein – Big Little Lies - Judy Davis als Hedda Hopper – Feud: Bette and Joan - Jackie Hoffman als Mamacita – Feud: Bette and Joan - Regina King als Kimara Walters – American Crime - Michelle Pfeiffer als Ruth Madoff – The Wizard of Lies - Shailene Woodley als Jane Chapman – Big Little Lies       |

### Regie
| Regie van een komedieserie (Outstanding Directing for a Comedy Series) | Regie van een dramaserie (Outstanding Directing for a Drama Series) |
| --- | --- |
| - Atlanta (Aflevering: "B.A.N.") – Donald Glover - Silicon Valley (Aflevering: "Intellectual Property") – Jamie Babbit - Silicon Valley (Aflevering: "Server Error") – Mike Judge - Veep (Aflevering: "Blurb") – Morgan Sackett - Veep (Aflevering: "Groundbreaking") – David Mandel - Veep (Aflevering: "Justice") – Dale Stern                                                      | - The Handmaid's Tale (Aflevering: "Offred") – Reed Morano - Better Call Saul (Aflevering: "Witness") – Vince Gilligan - The Crown (Aflevering: "Hyde Park Corner") – Stephen Daldry - The Handmaid's Tale (Aflevering: "The Bridge") – Kate Dennis - Homeland (Aflevering: "America First]") – Lesli Linka Glatter - Stranger Things (Aflevering: "Chapter One: The Vanishing of Will Byers") – The Duffer Brothers - Westworld (Aflevering: "The Bicameral Mind") – Jonathan Nolan |
| Regie van een miniserie, televisiefilm of "dramatic special" (Outstanding Directing for a Limited Series, Movie, or Dramatic Special) | Regie van een variété serie (Outstanding Directing for a Variety Series) |
| - Big Little Lies – Jean-Marc Vallée - Fargo (Aflevering: "The Law of Vacant Places") – Noah Hawley - Feud: Bette and Joan (Aflevering: "And the Winner Is... (The Oscars of 1963)") – Ryan Murphy - Genius (Aflevering: "Einstein: Chapter One") – Ron Howard - The Night Of (Aflevering: "The Art of War") – James Marsh - The Night Of (Aflevering: "The Beach") – Steven Zaillian | - Saturday Night Live (Aflevering: "Host: Jimmy Fallon") – Don Roy King - Drunk History (Aflevering: "Hamilton") – Derek Waters en Jeremy Konner - Jimmy Kimmel Live! (Aflevering: "The (RED) Show") – Andy Fisher - Last Week Tonight with John Oliver (Aflevering: "Multi-Level Marketing") – Paul Pennolino - The Late Show with Stephen Colbert (Aflevering: "Episode 0179") – Jim Hoskinson                                                                                     |

### Scenario
| Scenario voor een komedieserie (Outstanding Writing for a Comedy Series) | Scenario voor een dramaserie (Outstanding Writing for a Drama Series) |
| --- | --- |
| - Master of None (Aflevering: "Thanksgiving") – Aziz Ansari en Lena Waithe - Atlanta (Aflevering: "B.A.N.") – Donald Glover - Atlanta (Aflevering: "Streets on Lock") – Stephen Glover - Silicon Valley (Aflevering: "Success Failure") – Alec Berg - Veep (Aflevering: "Georgia") – Billy Kimball - Veep (Aflevering: "Groundbreaking") – David Mandel                                                                        | - The Handmaid's Tale (Aflevering: "Offred") – Bruce Miller - The Americans (Aflevering: "The Soviet Division") – Joel Fields en Joe Weisberg - Better Call Saul (Aflevering: "Chicanery") – Gordon Smith - The Crown (Aflevering: "Assassins") – Peter Morgan - Stranger Things (Aflevering: "Chapter One: The Vanishing of Will Byers") – The Duffer Brothers - Westworld (Aflevering: "The Bicameral Mind") – Lisa Joy en Jonathan Nolan |
| Scenario voor een miniserie, televisiefilm of "dramatic special" (Outstanding Writing for a Limited Series, Movie, or Dramatic Special) | Scenario voor een variété serie (Outstanding Writing for a Variety Series) |
| - Black Mirror: San Junipero – Charlie Brooker - Big Little Lies – David E. Kelley - Fargo (Aflevering: "The Law of Vacant Places") – Noah Hawley - Feud: Bette and Joan (Aflevering: "And the Winner Is... (The Oscars of 1963)") – Ryan Murphy - Feud: Bette and Joan (Aflevering: "Pilot") – Jaffe Cohen, Michael Zam en Ryan Murphy - The Night Of (Aflevering: "The Call of the Wild") – Richard Price en Steven Zaillian | - Last Week Tonight with John Oliver - Full Frontal with Samantha Bee - Late Night with Seth Meyers - The Late Show with Stephen Colbert - Saturday Night Live |